# Acanthepeira
Acanthepeira es un género de arañas araneomorfas de la familia Araneidae. Se encuentra en América.

## Lista de especies
Según The World Spider Catalog 12.0:
- Acanthepeira cherokee Levi, 1976
- Acanthepeira labidura (Mello-Leitão, 1943)
- Acanthepeira marion Levi, 1976
- Acanthepeira stellata (Walckenaer, 1805)
- Acanthepeira venusta (Banks, 1896)